# Kaltasinsky (huyện)
Huyện Kaltasinsky (tiếng Nga: ? райо́н) là một huyện hành chính tự quản (raion), của Bashkortostan, Nga. Huyện có diện tích 1519 kilômét vuông, dân số thời điểm ngày 1 tháng 1 năm 2000 là 29200 người. Trung tâm của huyện đóng ở Kaltasy.